# Peter Meyer
Peter Meyer (Düsseldorf, 18 febbraio 1940) è un ex calciatore tedesco, di ruolo attaccante.

## Carriera
Meyer arrivò a 20 anni nel Fortuna Dusseldorf, e per i primi due anni giocò nella squadra amatori. Debuttò con la prima squadra in Regionalliga nella terza giornata del campionato 1961-1962 contro l'Alemannia Aachen e la settimana dopo segnò la sua prima doppietta nella partita contro il Colonia. Anche grazie ai suoi gol nel 1966-1967 il Fortuna conquistò la promozione in Bundesliga dove lui segnò 8 gol in 25 presenze che gli valsero un contratto con il Borussia Mönchengladbach.
Al Borussia, nella prima stagione segnò 19 gol in 18 presenze che gli valsero anche la convocazione in Nazionale nella decisiva partita di qualificazione per il campionato d'Europa 1968 contro l'Albania. Il 9 gennaio 1968 Meyer si fratturò una gamba a seguito di uno scontro di gioco in allenamento. L'infortunio si rivelò più grave del previsto e Meyer non riuscì più a tornare sui campi di gioco, ad eccezione di una presenza il 23 agosto 1969 quando dopo 45 minuti fu costretto ad uscire sopraffatto dal dolore. Nel gennaio 1970 annunciò il suo ritiro, mentre i bianconeri si avviavano a conquistare il loro primo scudetto.

## Palmarès
- Regionalliga West: 1

Fortuna Dusseldorf: 1965-1966
- Campionato tedesco: 1

1969-1970